# چرا او
چرا او (انگلیسی: Why Her؛ کره‌ای: 왜 오수재인가) یک مجموعهٔ تلویزیونی کره جنوبی به کارگردانی پارک سو-جین است. در این مجموعه سو هیون جین در نقش اوه سو جه و هوانگ این یوپ و هو جون هو بازی می‌کنند. این مجموعه دربارهٔ وکیل بی‌احساس اوه سو جه و دانشجوی دانشکده حقوق، گونگ چان (هوانگ این یوپ) است. این مجموعه از ۳ ژوئن ۲۰۲۲، روزهای جمعه و شنبه ساعت ۲۲:۰۰ (کی‌اس‌تی) از اس‌بی‌اس روی آنتن رفت.

## بازیگران

### اصلی
- سو هیون جین در نقش اوه سو جه[۲]
- هوانگ این یوپ در نقش گونگ چان، دانشجوی دانشکده حقوق[۳]
  - لی یو جین در نقش جوانی گونگ چان[۴]
- هو جون هو در نقش چوی ته کوک[۵]

### مکمل
- جون جین کی در نقش ها ایل گو
- لی گیونگ یونگ در نقش هان سونگ بوم[۶]
- لی جو وو در نقش سونگ می ریم[۷]
- جی سونگ هیون در نقش چوی جو وان[۸]
- پارک شین وو در نقش هان دونگ اوه[۹]